# Johnnie Jackson
Johnnie Jackson (Camden, 15 agosto 1982) è un ex calciatore inglese di ruolo centrocampista, tecnico del AFC Wimbledon.

## Carriera
Ha giocato 20 partite in FA Premier League con la maglia del Tottenham Hotspur.
Dal 2010 è un giocatore del Charlton Athletic, club dove ha disputato quasi 250 presenze, diventando inoltre il Capitano.
Al termine della stagione 2017-18 Jackson si ritira dal calcio giocato e diventa il vice-allenatore del club.

## Statistiche

### Presenze e reti nei club
| Stagione        | Squadra         | Campionato      | Campionato | Campionato | Coppe nazionali | Coppe nazionali | Coppe nazionali | Coppe continentali | Coppe continentali | Coppe continentali | Altre coppe | Altre coppe | Altre coppe | Totale | Totale |
| Stagione        | Squadra         | Comp            | Pres       | Reti       | Comp            | Pres            | Reti            | Comp               | Pres               | Reti               | Comp        | Pres        | Reti        | Pres   | Reti   |
| --------------- | --------------- | --------------- | ---------- | ---------- | --------------- | --------------- | --------------- | ------------------ | ------------------ | ------------------ | ----------- | ----------- | ----------- | ------ | ------ |
| 2009-gen. 2010  | Notts County    | FL2             | 24         | 2          | FACup+CdL       | 6+0             | 1               | -                  | -                  | -                  | FLT         | 0           | 0           | 30     | 3      |
| gen.-giu. 2010  | Charlton        | FL1             | 4          | 0          | FACup+CdL       | -               | -               | -                  | -                  | -                  | FLT         | -           | -           | 4      | 0      |
| 2010-2011       | Charlton        | FL1             | 30         | 13         | FACup+CdL       | 5+0             | 2               | -                  | -                  | -                  | FLT         | 3           | 0           | 38     | 15     |
| 2011-2012       | Charlton        | FL1             | 36         | 12         | FACup+CdL       | 2+0             | 1               | -                  | -                  | -                  | FLT         | 1           | 0           | 39     | 13     |
| 2012-2013       | Charlton        | FLC             | 43         | 12         | FACup+CdL       | 1+1             | 0               | -                  | -                  | -                  | -           | -           | -           | 45     | 12     |
| 2013-2014       | Charlton        | FLC             | 38         | 5          | FACup+CdL       | 5+1             | 0               | -                  | -                  | -                  | -           | -           | -           | 44     | 5      |
| 2014-2015       | Charlton        | FLC             | 26         | 2          | FACup+CdL       | 1+1             | 0               | -                  | -                  | -                  | -           | -           | -           | 28     | 2      |
| 2015-2016       | Charlton        | FLC             | 29         | 3          | FACup+CdL       | 0+1             | 0               | -                  | -                  | -                  | -           | -           | -           | 30     | 3      |
| 2016-2017       | Charlton        | FL1             | 30         | 4          | FACup+CdL       | 2+1             | 1+0             | -                  | -                  | -                  | FLT         | 0           | 0           | 33     | 5      |
| 2017-2018       | Charlton        | FL1             | 11         | 0          | FACup+CdL       | 1+2             | 0               | -                  | -                  | -                  | FLT         | 4           | 0           | 18     | 0      |
| Totale Charlton | Totale Charlton | Totale Charlton | 243        | 51         |                 | 24              | 4               |                    | -                  | -                  |             | 8           | 0           | 275    | 55     |
| Totale carriera | Totale carriera | Totale carriera | 267        | 53         |                 | 30              | 5               |                    | -                  | -                  |             | 8           | 0           | 305    | 58     |

### Statistiche da allenatore
Statistiche aggiornate al 1 luglio 2024.
| Stagione             | Squadra              | Campionato           | Campionato | Campionato | Campionato | Campionato | Coppe nazionali | Coppe nazionali | Coppe nazionali | Coppe nazionali | Coppe nazionali | Coppe continentali | Coppe continentali | Coppe continentali | Coppe continentali | Coppe continentali | Altre coppe | Altre coppe | Altre coppe | Altre coppe | Altre coppe | Totale | Totale | Totale | Totale | % Vittorie | Piazzamento |
| Stagione             | Squadra              | Comp                 | G          | V          | N          | P          | Comp            | G               | V               | N               | P               | Comp               | G                  | V                  | N                  | P                  | Comp        | G           | V           | N           | P           | G      | V      | N      | P      | %          | Piazzamento |
| -------------------- | -------------------- | -------------------- | ---------- | ---------- | ---------- | ---------- | --------------- | --------------- | --------------- | --------------- | --------------- | ------------------ | ------------------ | ------------------ | ------------------ | ------------------ | ----------- | ----------- | ----------- | ----------- | ----------- | ------ | ------ | ------ | ------ | ---------- | ----------- |
| ott. 2021-2022       | Charlton             | FL1                  | 33         | 15         | 5          | 13         | FACup+CdL       | 3+0             | 2               | 0               | 1               | -                  | -                  | -                  | -                  | -                  | FLT         | 4           | 2           | 1           | 1           | 40     | 19     | 6      | 15     | 47,50      | Sub., 13°   |
| 2022-2023            | AFC Wimbledon        | FL2                  | 46         | 11         | 15         | 20         | FACup+CdL       | 3+1             | 1+0             | 1+0             | 1+1             | -                  | -                  | -                  | -                  | -                  | FLT         | 5           | 3           | 2           | 0           | 55     | 15     | 18     | 22     | 27,27      | 21°         |
| 2023-2024            | AFC Wimbledon        | FL2                  | 46         | 17         | 14         | 15         | FACup+CdL       | 3+2             | 2+1             | 0+0             | 1+1             | -                  | -                  | -                  | -                  | -                  | FLT         | 6           | 3           | 1           | 2           | 57     | 23     | 15     | 19     | 40,35      | 10°         |
| 2024-2025            | AFC Wimbledon        | FL2                  | 0          | 0          | 0          | 0          | FACup+CdL       | 0+0             | 0               | 0               | 0               | -                  | -                  | -                  | -                  | -                  | FLT         | 0           | 0           | 0           | 0           | 0      | 0      | 0      | 0      | —          | in corso    |
| Totale AFC Wimbledon | Totale AFC Wimbledon | Totale AFC Wimbledon | 92         | 28         | 29         | 35         |                 | 9               | 4               | 1               | 4               |                    | -                  | -                  | -                  | -                  |             | 11          | 6           | 3           | 2           | 112    | 38     | 33     | 41     | 33,93      |             |
| Totale carriera      | Totale carriera      | Totale carriera      | 125        | 43         | 34         | 48         |                 | 12              | 6               | 1               | 5               |                    | -                  | -                  | -                  | -                  |             | 15          | 8           | 4           | 3           | 152    | 57     | 39     | 56     | 37,50      |             |

## Palmarès

### Club

#### Competizioni nazionali
- Football League Two: 1

Notts County: 2009-2010
- Football League One: 1

Charlton: 2011-2012